# Funda Rosenland
Funda Rosenland (* 5. März 1979 in Köln) ist eine deutsch-türkische Schauspielerin.

## Leben
Funda Rosenland wurde in Köln geboren und wuchs in der Kölner Südstadt auf. Mittlerweile lebt sie in ihrer Wahlheimat Berlin.

## Karriere
Funda Rosenland besuchte von 2009 bis 2012 die Stanislavski Acting Class in den Actor-Studios von Wladimir Matuchin in Düsseldorf. Dort machte sie unter seiner Regie ihre ersten Erfahrungen auf der Bühne. Insbesondere spielte sie in klassischen Stücken von Anton Tschechow und Tennessee Williams.
Es folgten Engagements in Film und Fernsehproduktionen wie Club der roten Bänder, Klara Sonntag, und diverse Kurzfilme, u. a. Nestling von Christiane Hitzemann und Kinofilme wie Caraba.
In Engin Kundags Debütfilm Ararat spielt Funda Rosenland eine der drei Hauptrollen. Die Dreharbeiten fanden im Frühjahr 2021 in Ostanatolien statt. Die Premiere erfolgte im Februar 2023 im Rahmen der Internationalen Filmfestspiele Berlin, wo der Film in der Sektion Perspektive deutsches Kino gezeigt wurde.